# My Generation (série)
My Generation é uma série de televisão americana exibida pela ABC. A comédia-drama de duração de uma hora, que está sendo produzida pelos estúdios da ABC, segue um grupo de alunos, colegas de classe do ensino médio (High school) na cidade de Austin, Texas no ano de 2000, e são entrevistados novamente 10 anos após a formatura. A série estreará em 23 de setembro de 2010.  

## Sinopse
A série acompanha um eclético grupo de jovens adultos cujas vidas estão sendo filmadas para um documentário antes de suas formaturas, na escola de Greenbelt High School em Austin, Texas, em 2000. O grupo de amigos é composto pelo "bem sucedido"," a rainha da beleza", "o Nerd", "o Punk", "o atleta", "a timida", "o cérebro", "o riquinho" e "o rebelde". Suas esperanças e sonhos para o futuro são gravadas, e quando se encontram dez anos mais tarde, ele descobrem que as coisas nem sempre acabam como planejado. A série é apresentada nos dias de hoje com flashbacks do passado.

## Desenvolvimento e produção
My Generation é baseada na Série de TV da Escandinávia God's Highway. O script do episódio piloto, do qual foi intitulado  Generation Y, foi escrita por Noah Hawley. A ABC deu a ordem de produção para o episódio piloto em janeiro de 2010
No começo de fevereiro, Keir O'Donnel e Michael Stahl-David se tornaram os primeiros atores no elenco do episódio piloto.
Julian Morris, Daniella Alonso, e Kelli Garne se juntaram ao elenco no final de Fevereiro. Jaime King e Mehcad Brooks subiram a bordo no começo de março, e depois Sebastian Sozzi que ocupou o ultimo papel principal, alguns dias mais tarde.
As gravações começaram em meados de março. Craig Gillespie, dirigiu o primeiro episódio. Em maio de 2010, a ABC anunciou que adicionara a série a programação de 2010-11, com a premiere planejada para Setembro.

## Elenco
- Michael Stahl-David como Steven Foster, "The Overachiever"
- Daniella Alonso como Brenda Serrano, "O cérebro"
- Mehcad Brooks como Rolly Marks, "The Jock"
- Kelli Garner como Dawn Barbuso, "O Punk"
- Jaime King como Jacqueline Vachs, "A rainha da Beleza"
- Julian Morris como Anders Holt, "O riquinho"
- Keir O'Donnell como Kenneth Finley, "O Nerd"
- Sebastian Sozzi como The Falcon, "O rebelde"
- Anne Son como Caroline Chang, "The Wallflower"
- Elizabeth Keener como a produtora (recurring)